# Patricia Patkau

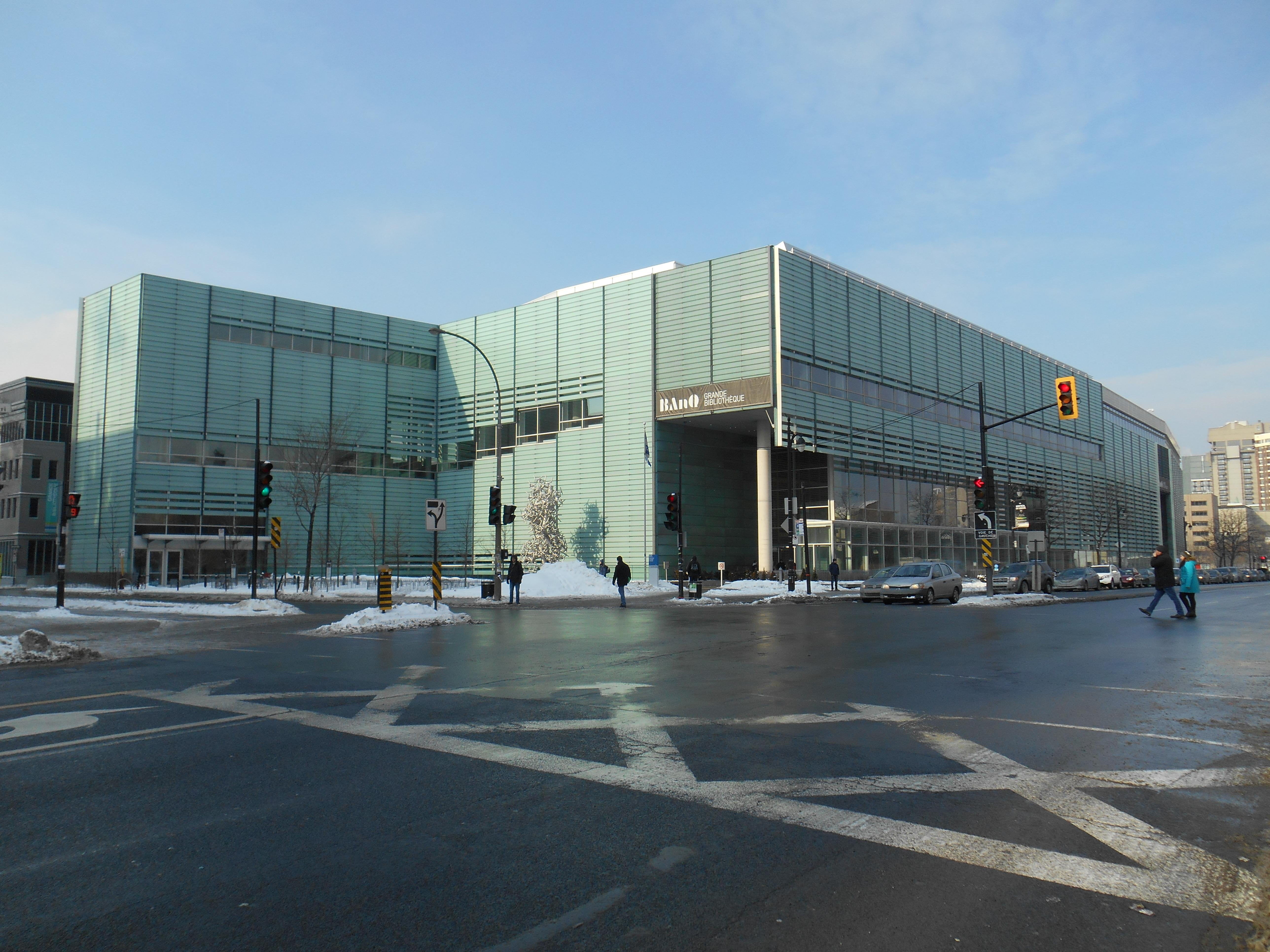
Patkau Architects, Gran Biblioteca de Quebec, 2010

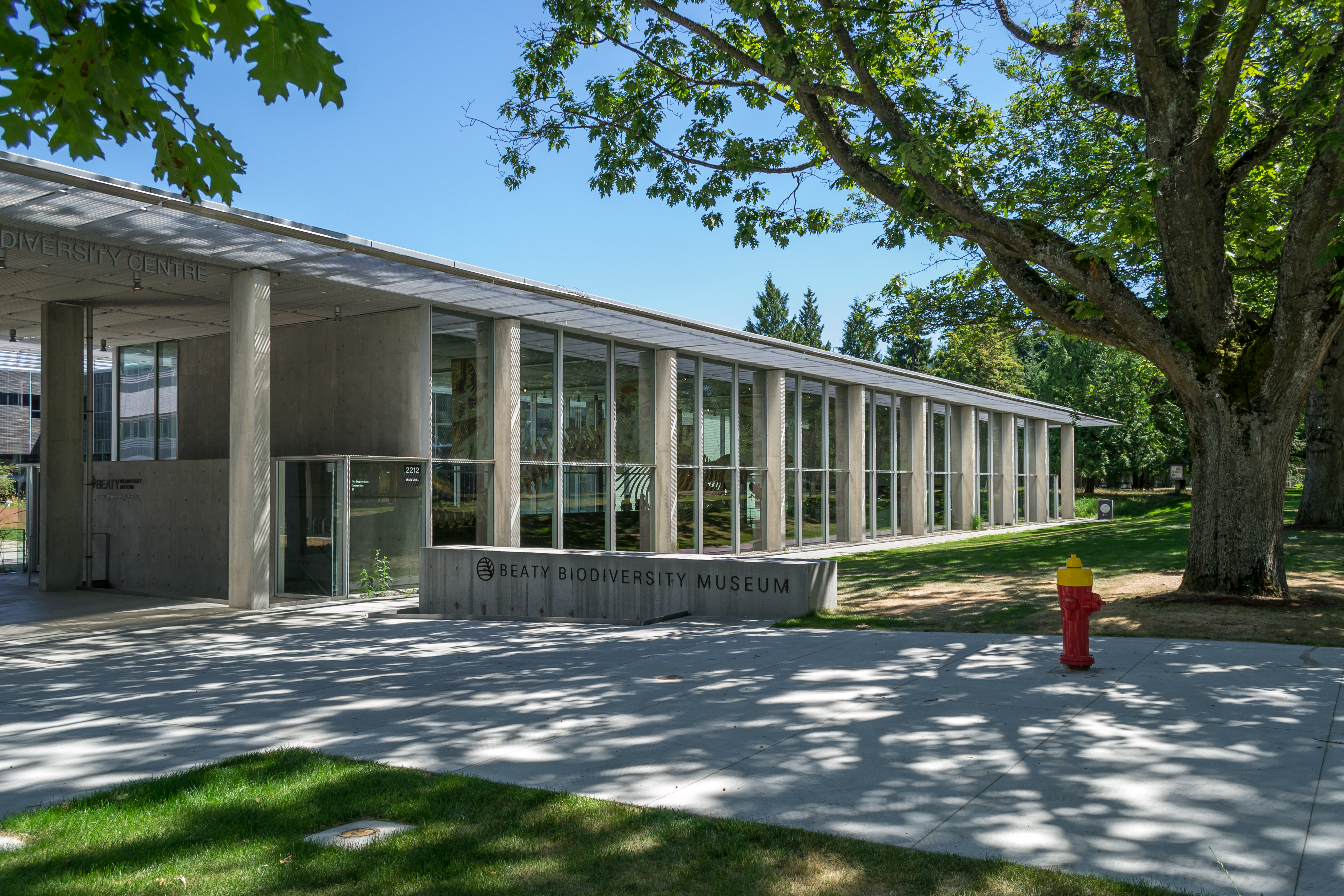
Patkau Architects, Museo Beaty de la Biodiversidad

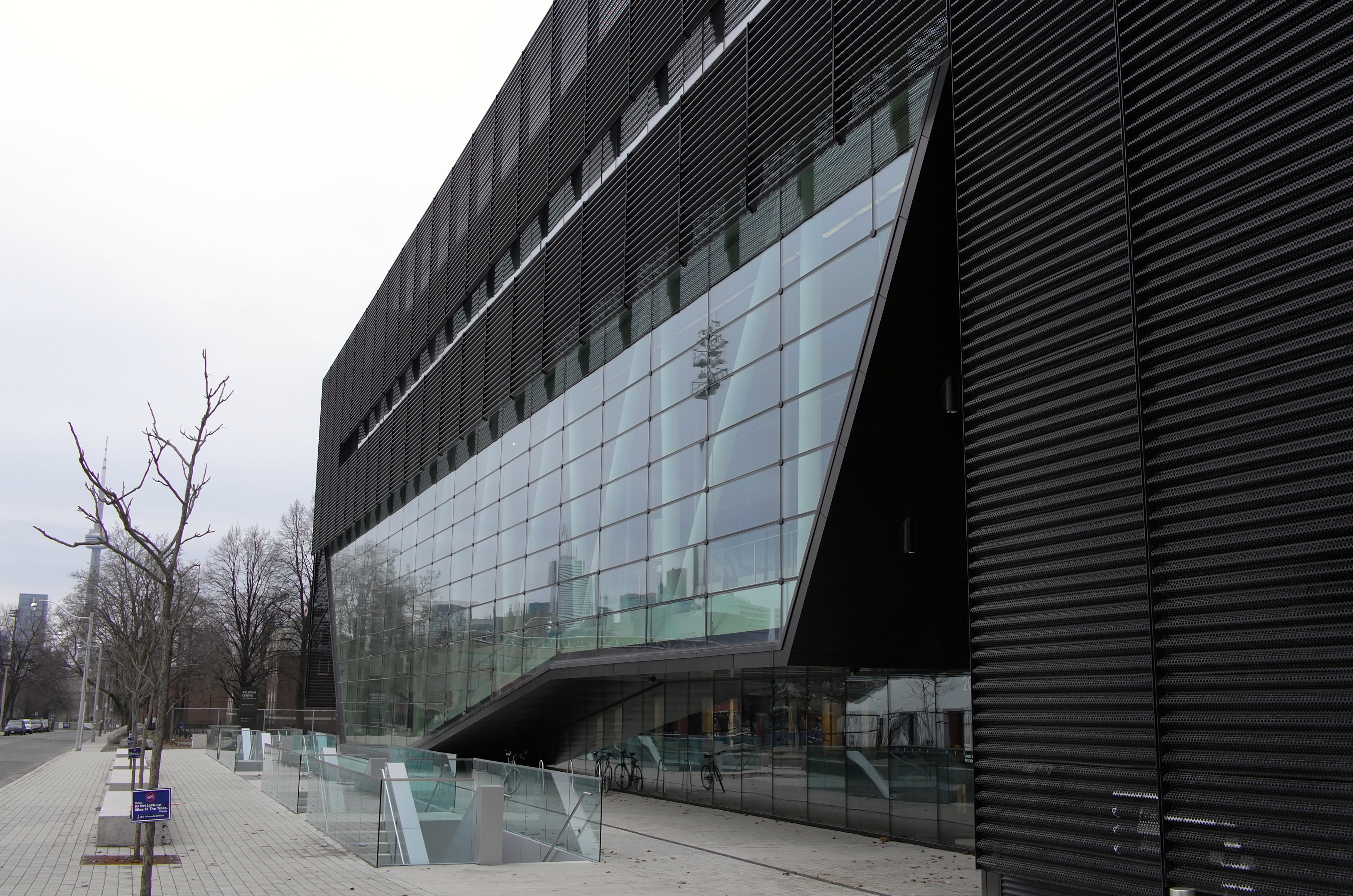
Patkau Architects, Goldring Centre for High Performance Sport, Toronto

Patricia Patkau (Winnipeg, 25 de febrero de 1950) es una arquitecta canadiense, socia fundadora del estudio Patkau Architects.

## Formación
En la universidad cursó el Bachelor en Diseño de Interiores, para posteriormente graduarse en Arquitectura en la Universidad de Yale, en 1978. Desde entonces fundó con su marido, John Patkau también arquitecto, el Estudio Patkau Architects, al que posteriormente se han sumado otros socios principales.

## Trayectoria
Su estudio cuenta con edificaciones de variada escala, desde viviendas particulares, hasta grandes edificios dotacionales, además de piezas para galerías de arte. En su producción destaca el interés por el paisaje y la reinterpretación de motivos tradicionales.
Entre las obras realizadas se señalan:
- Templo de la Luz, en Kootenay Bay, British Columbia, Canadá, 2017;
- Refugio de Esquí en Winnipeg, Canadá, 2011,
- Las Cabañas en la Cascada (Cottages at Fallingwater), en Pensilvania, Estados Unidos,
- Galería de Cristal Canadian Clay, en Waterloo, Ontario, 1997
- Centro de Visitantes del Sitio Histórico Nacional Fort York, en Toronto, Ontario, 2011
- Gran Biblioteca de Quebec, Montreal, 2010
- ARTLab, en Winnipeg, 2012
- Museo de Biodiversidad Beaty (UBC)
- Museo Whistler Audain, 2016, en Vancouver
- Galerías Polygon en el Norte de Vancouver, 2017.[3]

Además Patricia Patkau ha combinado su ejercicio profesional con una intensa labor docente e investigadora, participando activamente en eventos y seminarios especializados internacionales. Durante veinte años fue profesora de la Universidad de British Columbia, en la Escuela de Arquitectura y Arquitectura del Paisaje, en situación de emérita en la actualidad, a lo que se suma su colaboración como profesora invitada en diversas universidades canadienses y estadounidenses.

## Publicaciones
Las obras de Patkau Architects han sido publicadas en revistas y libros especializados incluyendo dos monografías (‘Patkau Architects’, The Monacelli Press, 2006; ‘Patkau Architects: Material Operations’, Princeton Architectural Press, 2010).

## Reconocimientos
Los premios y reconocimientos del Estudio Patkau son incontables, desde los primeros años de su trabajo hasta la actualidad, hasta el punto de que el Jurado del Premio de Excelencia de la Arquitectura Canadiense, lo señala como ‘Internacionalmente reconocido y embajador de la mejor arquitectura canadiense de la Costa Oeste’.
En reconocimiento a su labor y calidad profesional, Patricia Patkau pertenece al Royal Architecture Institute of Canada y es Socia Honorífica del American Institute of Architects y del Royal Institute of British Architects, además de formar parte de la Royal Canadian Academy of Arts y a la Orden de Canadá.
Fue designada jurado de la Bienal de Arquitectura de Venecia 2018.